# 無量寺 (長野県箕輪町)
無量寺（むりょうじ）は、長野県上伊那郡箕輪町にある高野山真言宗の寺院。山号は西光山。

## 歴史
仏法紹隆寺の末寺で、寺伝では元仁元年（1224年）創建とされているが、放光殿に安置されている木造阿弥陀如来坐像は平安時代後期の作と伝わり、重要文化財に指定されている。胎内墨書には、大仏師僧覚有・僧永範の他、造仏関係者として藤原氏22名、源氏4名、平氏2名、僧侶5名など計34人が名を連ね、蕗原荘が藤原忠実の所領であったことを示す。また享徳4年（1456年）の修理銘には「信州伊那郡蕗原庄小河内無量寺」とある。脇侍として観音菩薩像、地蔵菩薩像がある。
本堂には、本尊の薬師如来坐像が安置されている。阿弥陀堂は正徳元年（1711年）の建立で正面3間、側面4間の広さであり、放光殿に移された阿弥陀如来の代わりに石仏13体が安置されている。境内には43世法印によって建てられた享和3年（1803年）の宝篋印塔があり、その周囲に北面して四天王、東面して不動明王、西面して地蔵菩薩、正面に興教大師、理源大師の石像があり、さらに塔の東西には真言伝法八祖の石像が並ぶ。